# AN/MPQ-53

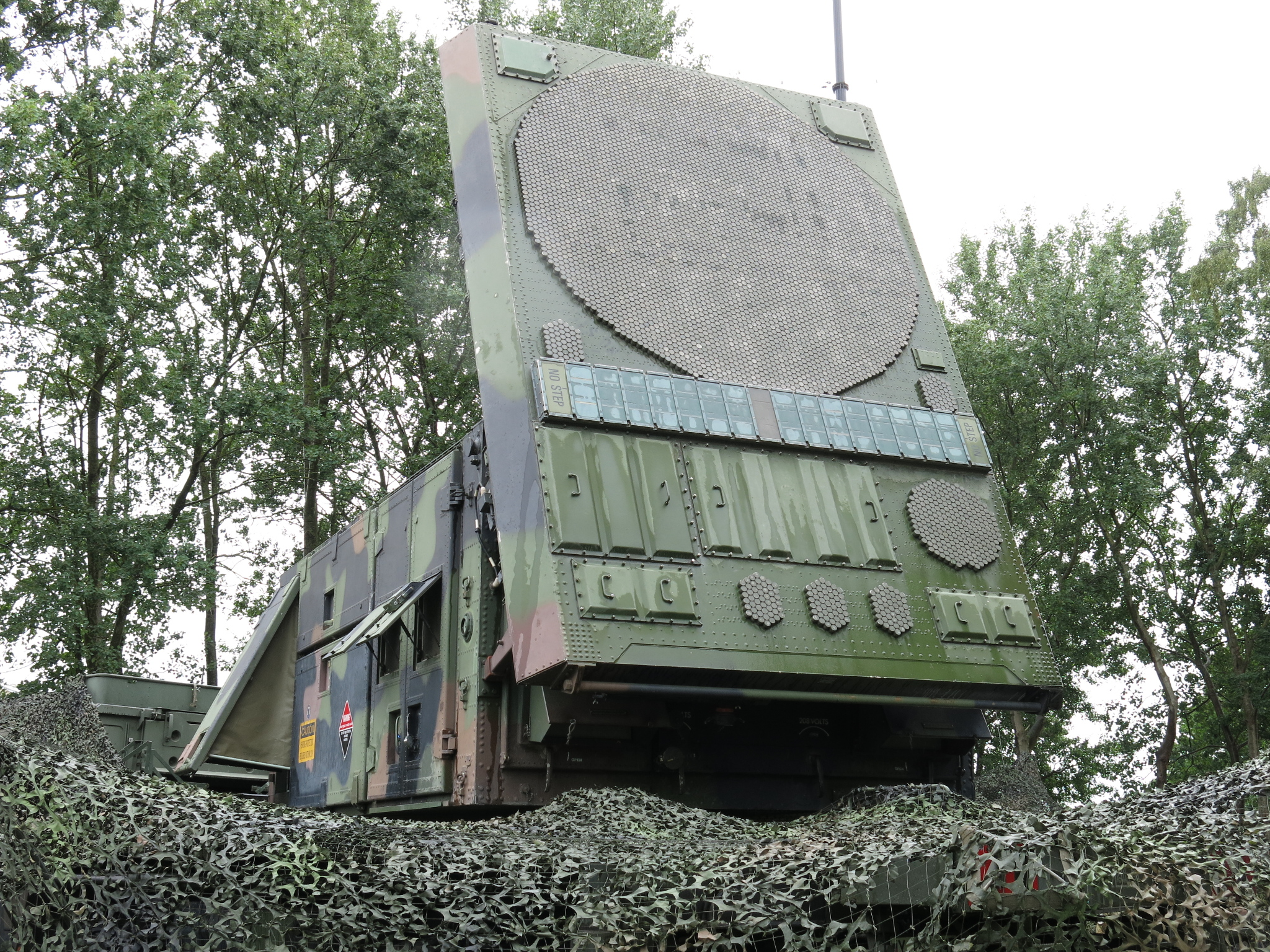
독일군 패트리어트 PAC-2의 AN/MPQ-53 레이더

AN/MPQ-53은 패트리어트 미사일 PAC-2 버전의 주임무 PESA 레이더이다. 미국 레이시온 제품이다.

## 대한민국
한국은 독일 중고 AN/MPQ-53을 수입했다. 2014년 현재 PAC-3인 AN/MPQ-65 레이다로 교체중이다.

## 제원
- 탐지거리: 170 km, 다른 출처는 100 km, 다른 출처는 68 km
- 어레이 직경: 2.44 m
- 어레이 소자수: 5,161개
- 주파수: G 밴드, H 밴드, 다른 출처는 C 밴드, 다른 출처는 4-6 GHz
- 동시추적: 100개 목표물, 다른 출처는 50개
- 동시조준: 9개 목표물
- 가격: 250만 달러(25억원)
- 무게: 79,008lb
- 길이:  56.08ft
- 높이: 11.83ft
- 폭: 29.42ft
- 탐지 방위각: 120도
- 조준 방위각: 90도

## 같이 보기
- AN/MPQ-64 센티넬, 레이시온, C-RAM 레이다
- AN/MPQ-65, 레이시온, 패트리어트 미사일 PAC-3 레이다